# PON!とキマイラ
『PON!とキマイラ』（ポンとキマイラ）は、浅野りんによる日本の漫画作品。1997年から2001年までエニックス（現スクウェア・エニックス）刊『月刊少年ガンガン』に連載されていた。略称は「ポンキマ」。単行本は全7巻。2001年にはドラマCD化された。

## ストーリー
遥か天空には大陸が存在し、そこには千年に一度目覚めると言われる神獣のたまごがあった。その孵化を見守る役目を負った少女シアンは、一瞬のミスでたまごを地上へと落としてしまう。それは笠置八満という中学2年の少年が拾ったが、たまごは彼の目の前で孵化してしまう。八満を親と認識した神獣は地上に居ついてしまい、ポン太という名前を与えられる。そして八満は追って来たシアンと共に子育てという新たな家族生活を始める。それは神獣に負けず劣らずの個性的な周囲の人間や神獣の奪取を目論む天上の海賊たちも加わった過激な日々であった。

## 登場人物

### 主要人物
笠置 八満（かさぎ はちまん）
シアンが落とした神獣の卵を「偶然」拾った少年。そこから還った神獣の「親」となり、「ポン太」と命名する。
基本的にあくどい性格で、異常なまでの守銭奴。何かと自分の損得勘定で行動するため、周囲から常に「極悪人」と称され、品行方正の正反対に位置する存在として知られている（そしてそれは本人も自覚している）。しかし完全に卑のある性格ではなく、善人とは言い難い言動を繰り返すも、それ故に周囲を強引に引っ張っていく前向きさがあり、それは一種の人徳となっている（周囲の対応は決して好意的ではないが）。父親を介して競馬を含むギャンブルに手を染めており、株の知識を身につけるなど、金銭に関して策略家らしい面を見せる。100mを11秒5で走れるなど、運動神経はかなり良いのだが、球技関係の競技では何故か必ずボールを顔面でキャッチしてしまう悪癖がある。なのに何故か野球部に所属しており、彼の野球ボール顔面キャッチは名物化している。新たな同居人となったシアンをあまり歓迎していないが、互いに不器用ながらも受け入れていき、時々彼女を気にかけているところがある。また、終盤ではシアンの自己犠牲的な側面を見抜いていたことが明かされている。
シアン
今回の神獣の親に選ばれた天上人の少女。しかし神獣の卵を落としてしまったことから、八満と共に行動することとなる。
かなり気が強く、しばしば感情をむき出しに怒ることがあるが、本来は思いやりのある優しい性格。使命感が強いあまり（天空の長チャートの命令は絶対だと信じているため）ポン太や八満の監視が生活の第一優先事項として行動するなど、実際に自己犠牲的な側面がある。当初は八満のことを信用できず反発ばかりしていたが、彼への恨みが薄れると同時に、互いに不器用ながらも受け入れるようになる。
名前の由来はカラー印刷で使用される三原色のシアン（Cyan・明るい青色）から。
ポン太
今回の神獣。卵から孵って最初に八満を見たため、刷り込み効果で彼を親だと覚えた。
飛行や放火など、底知れぬ能力を秘めている。当初シアンから「ランスロット」と名づけられる予定だったのだが、八満が安易に名づけた「ポン太」が気に入り、この名前となる。まだ人間で言うところの赤ん坊なので、言葉を喋ることができず、「みぃー」「みうー」と鳴く。ぬいぐるみのような愛らしい見た目のせいか、校内の女子生徒から可愛がられており、ダイエット中の時は差しいれをもらっていた。基本的に主人思いであるが、八満の性悪さ（主にシアンと八満の口論）を見てきたため、彼を呆れている節がある。
乙部 清丸（おとべ きよまる）
頭にネコ科の動物の被り物をしている変わり者の少年。八満の同級生で、小学校時代から続く腐れ縁。
天才的頭脳を武器に学校全体を支配（?）するマッドサイエンティスト。座右の銘は「命の限り好き勝手」。被り物の腕の部分を引っ張ると便利な道具や武器などさまざまな物が出てくる。珍妙な発明品を（失敗作も含めて）沢山作っており、時々学校で披露して楽しんでいる。ポン太に研究対象としての興味がある一方、自らの探究心や欲求に正直で、時に破壊工作や違法行為もやってのける。そのため、大部分の人間には恐れられているが、昔から自分を異端扱いをしないで普通に接してくれた八満を馬鹿にしつつも褒めていたり、かつてスランプに陥った時に励ましてくれた小学校時の担任・光菜先生に憧れに近い感情を抱いたり、人並みの脆さや感性も持っている。小学校時代は学校全ての先生の弱みを掴んだことがあり、それが発覚した以降、誰も清丸に逆らえなくなったという。現在も変わらないらしく、単行本のカバー裏4コマでは金剛院先生が青い顔をしている。
ちなみに両親は世界を飛び回っており、その両親も同じ被り物をしている。被り物は年々成長しているらしい。家は結構裕福らしく、両親は高級料理店の常連客らしい。
オーキッド
クリムソンの息子。そのため八満達からは「バカの息子＝バカJr.」とされ、「Jr」または「キッド」と呼ばれる。
女好きでキザな振る舞いをする典型的な二枚目キャラだが、剣を持っているにもかかわらず先端恐怖症である。過去にシアンと会ったことがあり、共に遊んでいたらしいが、シアンはそのことを覚えていない。セリーズがそのことを知っていたため、事実であると考えられるが、事の詳細や何故オーキッドがその出来事の結末として樹の洞に頭を突っ込んでいたのかは、語られることはなかった。見るからにして歳は八満達より上のようだが、リンゴでしか物を数えられないらしい。父のこともあり八満に敵対心を常に持っている。
名前の由来はオーキッド（orchid・赤みがかった薄紫色）から。和訳ではラン科の植物の意味にもなっているが、違う点に注意。
相田 千津（あいだ ちづ）
八満の同級生で、彼に片思いしている少女。八満からは「顔見知りの女子」と認識されている。
シアンとは対照的に控えめで、天然な性格。あるきっかけで八満に恋心を抱き、積極的にアタックを試みるが失敗に終わっている。一方で過激な面もあり、激高すると長椅子を軽々と持ち上げたり机を両拳で破壊したりと、実は怪力の持ち主。
岡本（おかもと）・三太（さんた）・神野（かんの）
八満のクラスメイト兼悪友達。ほぼ毎回登場するが、上記の登場人物達ほど目立った活躍はしない。
岡本は普段は大人しいが、かなり好奇心旺盛。三太は揉め事に対するなだめ役で、年の離れた弟がいる。そして神野はポン太に一度火あぶりにされた経験の持ち主で、いつの間にか八満たちの仲良し（バカ）グループに加わっていたりする。

### 地上の人々

#### 学校関連
柚香 隆盛（ゆのか たかもり）
八満の同級生で、隣のクラス（何組かは不明）に在籍している。小学生の頃から八満に一方的なライバル心を燃やす男。野球部所属。八満には自分から勝負を申し込むが連戦連敗し、その度に大怪我をして入院し、再び修行してまた入院と、かなり悲惨な生活を送っている。
なお、作者の意向で作品中では年に一度しか登場しないことになっている。
孔雀院 碧子（くじゃくいん みどりこ）
家庭科部部長。お嬢様的な喋り方だが、その実体は変人そのもの。料理に対して妙なプライドを持っており、運動部以上の筋トレやトレーニングを部員に課す。その感性は独特で、柔道の授業中に田中の魚の目を見たことで田中に恋し、告白したが、魚の目の完治を聞かされた瞬間一方的に振ったこともある（しかし、後に田中と2人で遊園地に行く算段を立てるなど、最終的に交際を始めた模様）。変人だが根っから悪い人ではない。
田中（たなか）
八満の所属する野球部のキャプテン。シアンと同居する八満を羨ましがっている。孔雀院と同じクラス。魚の目が元で孔雀院に惚れられる。
高橋（たかはし）
八満の同級生で2年C組在籍。サッカー部所属。千津に恋をしてしまい、デートに誘う。登場人物の中ではかなりマトモな性格の好青年。
濱元（はまもと）
八満の学校の後輩。1年C組在籍。ポン太の熱狂的なファンで、盗撮したポン太の写真を自作のHPに載せている。したたかで執念深い性格をしており、八満を邪魔者と見なし陰湿なやり方で攻撃した。またHPのアクセス数を稼ぐため、盗撮したシアンの写真を公開した。その報いにより、シアンの鉄拳制裁を受け、清丸にHPを破壊される。
金剛院（こんごういん）
八満たちの学年主任。常にジャージ着用で、ゴリラに似た顔つきをしている。八満を事あるごとに怒鳴り散らす。実は妻子持ち。
実は最終巻の表紙にこっそりいたりする幸運な人。
下加毛 幸夫（しもかげ ゆきお）
八満たちが在籍する2年D組の担任。29歳。気が弱く、クラスを纏めるのが苦手で影が薄い。根は熱心な教師だが、クラスの生徒達からはいい様に扱われがち。昔から嫌いなものや苦手なものを後回しにしてしまう癖がある。
初登場時は前髪が長く顔が見えなかったが、中盤にとある出来事が原因で髪を切る。
仲井戸（なかいど）
八満の学校に来たイケメンの教育実習生。問題児の溜まり場となっている2年D組に配属されて四苦八苦するが、「先生」らしさというものを見つける。

#### その他
八満の両親（仮称）
いずれも作中に名前は出てこない。性悪な息子と違い、真面目かつ温厚な性格をしている。それ故、事あるごとにショックを受けては寝込んでしまう。夫婦仲は大変良い。ちなみに母は普段怒らないだけに、怒ると怖い。父も基本的に気弱であるが、面前でシアンの父に八満を罵倒されたときには激怒し、決闘を申し込むなど父親らしい一面を見せる。
華村 満（かむら みつる）
カレーショップ「なますて」のマスター。52歳。同店では大食い競争を随時開催し、勝利者に賞金を授与しているが、量が常識から逸脱し、ドクターストップが掛かった挑戦者もいる。
桃乃 桜子（ももの さくらこ）
金剛院の知人の娘。看護師。下加毛先生の見合い相手。第一印象こそ良くなかったものの、3年後にはめでたく結婚することになる。
光菜（みつな）
八満と清丸の低学年当時の担任。清丸の科学に対する探究心や向上心を支えてくれた人物。清丸の一番の恩師。

### 天上の人々
チャート
空の大陸全土を治める人物。千里眼で世界の全てを見渡すことができるという。次元を操るなど、強大な力を持つ。
神獣の親にふさわしくないということで一度八満を殺そうともしたが、シアンの説得もあり、現在はポン太の成長を見守っている。ヴァイスの時代から生きていることから寿命も相当なものである。普段からローブを外さないため、姿を見た人はいない。
エル
シアンの妹。空の大陸から地上へ時々ホーウィとともにやってくる。シアンを「ちゃい姉さま」と呼んで慕っているが、八満のことを「悪人」と呼んで敵対している（心底から嫌っていないが）。
ホーウィ
空の大陸に住む黄色い鳥。ポン太と違い、人間の言葉を喋ることができる（もっとも、空の大陸ではそれが当たり前らしいが）。語尾に「〜なのよ」と付けるのが癖。気弱な性格であるが故、しょっちゅう八満にいじめ抜かれている。人間一人くらいならなんとか空中を運べる。普段はエルのお守をしているのか、エルが地上に来るたびに一緒についてくる。
セリーズ
シアンの姉。おっとりとしているが我侭な性格。エルからは「でか姉さま」と呼ばれている。
普段は空の大陸に暮らしているが、魔獣カード収集の趣味が高じて地上へ遊びにやってきた。清丸の被り物を魔獣だと勘違いし、被り物のカードを作らせて欲しいとねだり、あの清丸を慌てさせた人物。シアンの怒りっぽさの原因は自身の我儘な言動にあるようだが、普段は妹思いのいい人である。
名前の由来はフランス語でサクランボ色を表すセリーズ（Cerise・赤みの強いピンク色）から。
シアンの父
名前は不明。セリーズ・シアン・エルら三姉妹の父。ヤクザのような風貌で、かなり強面で凶暴。そのために八満の両親から怖がられた。娘達と同じく度々地上へとやってくる。見た目は怖いが娘思いで、シアンを心配し、助けになればと空の果物を送ったり、エルが家出した際はショックで家出したこともあった。
エルとセリーズと一緒に最終巻のカバーに登場している幸運な人。
なお、三姉妹の母である妻の詳細（生死）は不明。
シェンナ
チャートの命により、神獣とその親の調査のために地上に派遣された天上人の少女。最初は八満を酷評していたが、シアンの意見により報告を後回しにした。
見た目は人間と変わりないが、その正体はカードが意志を持つよう加工され、具現化した存在。八満をヴァイスの元へ送るため、一度力を使い果たして消えたが、チャートにより、再び肉体を与えられた。
名前の由来は顔料に使われるシェンナ（sienna・黒味を帯びた黄褐色）から。
クリムソン
ポン太を狙う海賊船船長。当初は目的のためには手段を選ばない残忍な性格だったが、息子のオーキッドが登場してからはお茶目な面が目立つようになった。妻を亡くしたシングルファーザーで、シアンを後妻に迎えようと企んでいる。反抗期真っ只中である息子に弱い。シアンを後妻にしようとしているが、ロケットペンダントに写真を入れたり、毎年墓参りに行ったりと、今も亡き妻を大切に思っているのは確かである。
モデルは『ピーター・パン』の海賊フック船長。名前の由来は古くから染料として使われるクリムゾン（crimson・紫がかった濃い赤色）から。
スミー
クリムソンの付き人。海賊一家の身の回りの世話をしている。海賊の中では割とまともな老人。オーキッドも信頼しているのか、スミーには授業参観のことを話したりしているらしい。
モデルは『ピーター・パン』の海賊船水夫長のスミー。
セルリア
クリムソンの妻で、オーキッドの母親。すでに故人だが、クリムソンとオーキッドの仲を心配して霊となって地上に降りてきたことがある。幽体だったため、他人の体に乗り移ってクリムソンに会おうとしていたが、乗り移った人全てが男性だったため（夫や息子が他の女性と抱き合う様を見たくないがためと思われる）、中々クリムソンに会えなかった。お仕置きはロープで縛り付けて宙ぶらりんにするというもの。
名前の由来は、青色の顔料セルリアンブルー（cerulean blue）から。
ヴァイス
上の世界から来た謎の男性。神獣の親を捜して地上にやってきた。
実は1000年前の神獣であり、ポン太の前世にあたる存在。1000年前、母親となった女性に一度叱られ、自身を見てくれなくなったことで「寂しさ」と「我慢」を覚え、母親に愛されたい思いから自分を押し殺し続けた結果、自身が負の力へ進む傾向を見せたため、チャートにカードとして封印された。1000年後、新しい母を求めてチャートの肉体を奪い、シアンを新しい母に選ぶも、ポン太と八満の妨害を受け抵抗した末に力を失い、ポン太とそっくりの姿に戻った。
名前の由来はドイツ語で白色を表すヴァイス（Weiß）から。

## 用語
神獣（しんじゅう）
1000年に一度目覚め、世界の命運を左右する力を持つと言われている伝説の魔獣。世界に一匹にしか存在しない希少な存在。1000年ごとに親となる人物に託され、その成長を見守られて育つが、その力がどの方向へ傾くかは親の育て方次第となる。そのため、チャートが選定した人物に託される。
大陸
はるか上空に存在するシアンの故郷。地上にはないカードの力を使って生活しており、空想上の生き物とされている魔獣も存在しており、植物や水なども存在している。人が住む大陸のほか小さな大陸も多数浮遊しており、ヴァイスが大陸を降下させた時は魔獣たちはそちらへ避難している。
カード
シアン達大陸の人間が使うアイテム。大陸に生息する魔獣の力をカードに封じ込めたもので、昔からの知恵として普段から光源や駆動エネルギーとして使われており、シアンがチャートに託されたものは身を守るために使用するもの。力を加減すれば数回は使えるが、大きく使えばそれだけ使用回数が減り、最後には消えてしまう。
カード生成には魔獣を特殊な液に必要日数漬けこむことでインクを作り、それを白地のカードに印刷することで作られる。インクは無尽蔵というわけではなく、漬けこむ日数によっては体力のない魔獣は死ぬこともあるため、生成禁止となった魔獣のカードはレア物である。
またカードに意志を持つよう加工できる方法もあるが、それは一般には知られておらず、加工法とその意味もチャートしか知らないらしい。

## サブタイトル
1. ボーイ・ミーツ・ガール
2. ストレンジャー・ザン・パラダイス
3. デッド・オア・アライブ
4. スウィートホーム
5. スタンド・バイ・ミー
6. ユア・アイズ・オンリー
7. フィールド・オブ・リゾート
8. 夢見るように眠りたい
9. 博士の異常な愛情（ドクター・ストレンジラブ）
10. 家族ゲーム
11. 評決のとき
12. 眼下の敵（前編）
13. 眼下の敵（後編）
14. 突然炎のごとく
15. 嵐を呼ぶ男
16. 許されざる者
17. 今そこにある危機
18. ナチュラル
19. 彼女について私が知ってる二・三の事柄
20. ファーストコンタクト
21. 嵐の中で輝いて
22. キッズ・リターン
23. 料理長ご用心（シェフごようじん）
24. 天国は待ってくれる（前編）
25. 天国は待ってくれる（後編）
26. 太陽と月に背いて
27. ミツバチのささやき（前編）
28. ミツバチのささやき（後編）
29. 踊るマハラジャ
30. 異人たちとの夏
31. 友だちの恋人
32. グッド・ウィル・ハンティング
33. 時計じかけのオレンジ
34. 恋におちたシェイクスピア
35. 御法度
36. 氷の微笑
37. マトリックス
38. 欲望という名の電車
39. 存在の耐えられない軽さ
40. 眺めのいい部屋
41. 最後の聖戦
42. 地下鉄のサジ
43. マイライフ・アズ・ア・ドッグ
44. 深く静かに潜航せよ
45. 何かが道をやって来る
46. メン・イン・ブラック
47. 北北西に進路を取れ
48. ビューティーフル・ドリーマー
49. 女と男の名誉
50. ファイナル・カウントダウン
51. 長いお別れ（ロンググッバイ）

## アニメ
1998年に『月刊少年ガンガン』『月刊Gファンタジー』『月刊少年ギャグ王』の3誌合同企画として製作された特製アニメビデオで『東京鬼攻兵団 TOGS』（斎藤カズサ）・『御意見無用っ!!』（よしむらなつき）と共に短編アニメ化されている。アニメーション制作は東京キッズ。

## 刊行

### 単行本
1. 1998年3月 ISBN 4-87025-275-9
2. 1998年9月 ISBN 4-87025-372-0
3. 1999年5月 ISBN 4-7575-0028-9
4. 2000年1月 ISBN 4-7575-0164-1
5. 2000年7月 ISBN 4-7575-0270-2
6. 2001年2月 ISBN 4-7575-0403-9
7. 2001年8月 ISBN 4-7575-0512-4

### ドラマCD
2001年2月21日に『PON!とキマイラ 学園天国篇 お徳用サイズ』のタイトルで発売された。ISBN 4-7575-0410-1
キャスト
- 笠置八満：伊藤健太郎
- シアン：川上とも子
- ポン太：松来未祐
- 乙部清丸：森久保祥太郎
- 相田千津：氷上恭子
- オーキッド：関智一
- 柚香隆盛：岩田光央
- クリムソン：安原義人
- スミー：田の中勇
- 花子ちゃん：土田大
- ロザンナさん：宗矢樹頼
- 女子アナ：佐藤しのぶ
- 野球部員：小野塚貴志・杉山紀彰
- 女子高生：松岡由貴
- キャスター：小林清志